# NGC 1404
NGC 1404 (другие обозначения — ESO 358-46, MCG -6-9-13, FCC 219, PGC 13433) — эллиптическая галактика (E1) в созвездии Эридан.
Этот объект входит в число перечисленных в оригинальной редакции «Нового общего каталога».
В галактике вспыхнула сверхновая SN 2011iv типа Ia, её пиковая видимая звездная величина составила 12,8.
Галактика NGC 1404 входит в состав группы галактик NGC 1316. Помимо NGC 1404 в группу также входят ещё 22 галактики.

## Характеристики
Галактика находится на расстоянии около 65 миллионов световых лет от нас. Она входит в скопление Печи — второе по величине скопление галактик, находящееся в пределах 100 миллионов световых лет от нас. Исследования NGC 1404 а также соседней эллиптической галактики NGC 1399 показали, что они имеют необычно высокий уровень рентгеновского излучения. Наиболее мощные источники расположены в ядрах этих галактик. Также оказалось, что между NGC 1404 и NGC 1399 находится горячее газо-пылевое облако, которое тоже излучает в рентгеновском диапазоне.
5 ноября 2007 года в галактике была зарегистрирована вспышка сверхновой SN 2007on.